# Key Biodiversity Areas
Als Key Biodiversity Areas (KBA, deutsch Schlüsselgebiete der biologischen Vielfalt) werden weltweit Gebiete bezeichnet, die nach standardisierten Kriterien als essenziell wichtig für den Erhalt von Tier- und Pflanzenarten gelten.

## Grundlagen
Key Biodiversity Areas erweitern den Ansatz der Important Bird Areas auf alle taxonomischen Gruppen. Gebiete die mindestens ein KBA-Kriterium erfüllen, qualifizieren sich als KBAs und werden damit als für den Erhalt der Biodiversität überdurchschnittlich bedeutend gesehen. Sie bieten eine Grundlage für systematische Naturschutzplanung, welche die strategische Ausweisung und effiziente Betreuung bestehender und vor allem potenzieller Schutzgebiete vorsieht. Der KBA-Status eines Gebiets stellt keine rechtliche Schutzgebietskategorie dar, sondern basiert auf einer rein wissenschaftlichen Bewertung des Gebiets nach festgelegten Kategorien und numerischen Schwellenwerten.
Key Biodiversity Areas sind im Unterschied zu Biodiversitäts-Hotspot wesentlich kleinflächiger und damit potenziell (d. h. sofern sie als Schutzgebiete ausgewiesen sind) einfacher zu verwalten. Während Hotspots sich auf ganze Regionen beziehen, können mehrere KBAs in einer Region einen Hotspot bilden. Dies ist beispielsweise zu beobachten für das Östliche Afromontan, ein Biodiversitäts-Hotspot von globaler Bedeutung: Eine Studie von Birdlife International in Zusammenarbeit mit einer Reihe weiterer Organisationen hat 310 Key Biodiversity Areas für diesen Hotspot identifiziert, von denen viele vom Klimawandel oder der Abkehr von traditionellen Landnutzungsformen bedroht sind.

### Identifikation und Abgrenzung von KBAs

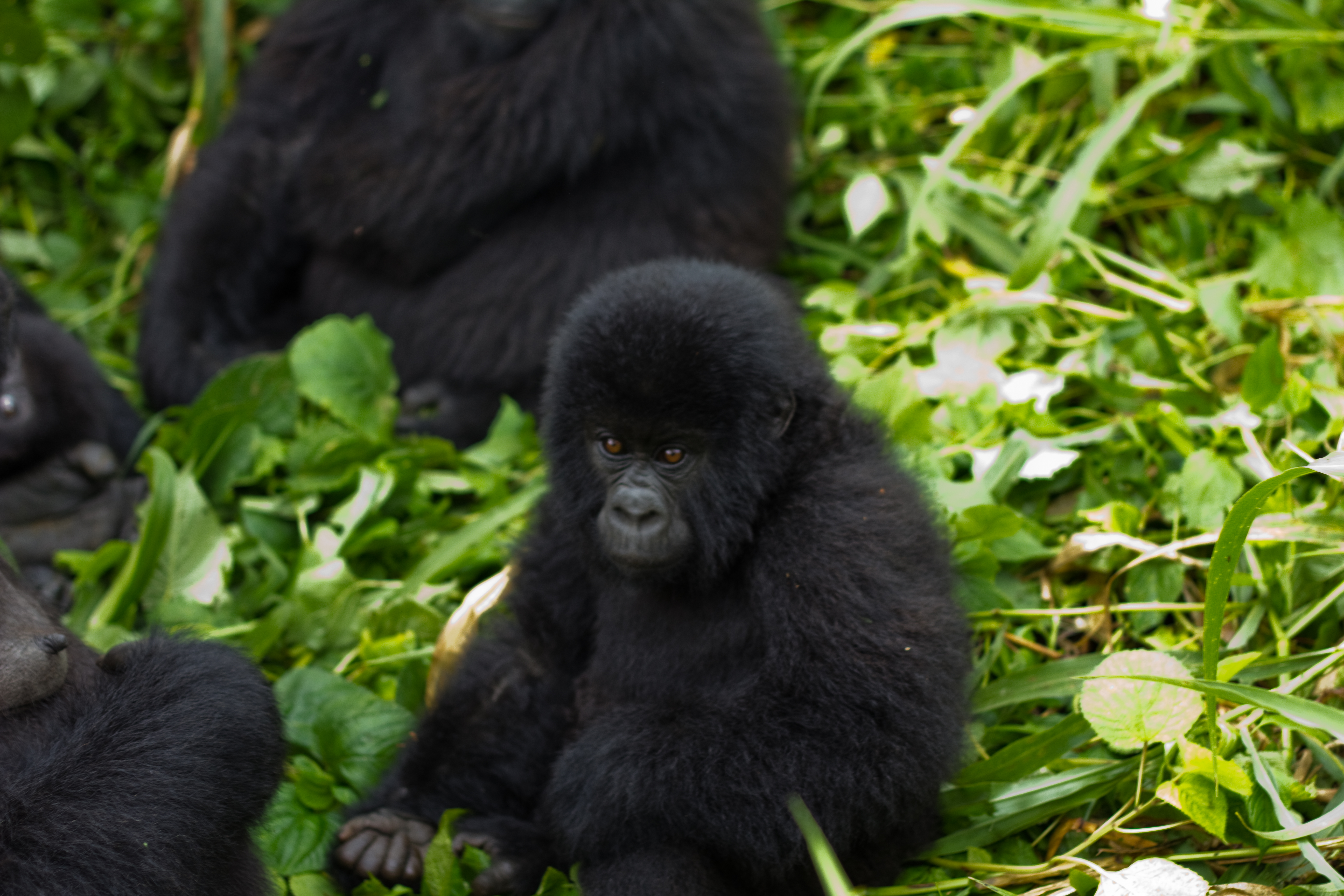
Die Virunga Berggorillas sind aufgrund ihrer geringen Population vom Aussterben bedroht.

Key Biodiversity Areas werden anhand von quantitative Kriterien identifiziert, die sich auf alle Artengruppen quer durch alle biogeographischen Regionen beziehen und für die ein Schutzgebiet das adäquate Mittel ist:
- Vorkommen global bedrohter Arten und bedrohter Biotoptypen,
- Vorkommen von Arten oder von Biotoptypen mit begrenztem Verbreitungsgebiet (Endemiten),
- Ansammlung von Arten in einem bestimmten Gebiet für eine bestimmte Phase in ihrem Lebenszyklus (z. B. Rastplätze für ziehende Wasservögel, Wanderrouten von Säugetieren oder Fischen),
- Gemeinschaften von Arten (Biozönose), die auf ein bestimmtes Biom (Ökoregion) beschränkt sind.

Das erste Kriterium bezieht sich auf den Aspekt der Verwundbarkeit der Spezies und des Lebensraums, während die letzteren drei sich auf die verschiedenen Aspekte der Unverzichtbarkeit bzw. Einzigartigkeit von Lebensräumen und Spezies beziehen. Die Prinzipien der Verwundbarkeit und Unverzichtbarkeit der biologischen Vielfalt eines Schutzgebietes sind weitverbreitete Bestandteile der systematische Naturschutzplanung.
Key Biodiversity Areas verbinden natürliche Lebensräume miteinander (Biotopverbund) bzw. sind groß genug, um überlebensfähige Populationen der betroffenen Arten zu sichern und zu unterstützen.
Die räumliche Abgrenzung von KBAs ist dabei variabel und orientiert sich neben naturschutzfachlichen auch an pragmatischen Gesichtspunkten, d. h. wie ist das Managementpotential und wie deutlich lassen sich die zu schützenden Gebiete abgrenzen in Bezug auf Verwaltungseinheiten, Besitzverhältnisse und Nutzungscharakter. Wo keine vordefinierten Einheiten bestehen, soll das Management des zu etablierenden Schutzgebiets sich dem Biotop der betreffenden Spezies anpassen. Aus diesem Grund gibt es keine minimale oder maximale Größe von KBAs.

### Ansatz von KBAs
- Einbezug bereits bestehender Schutzgebietssysteme und Berücksichtigung aller taxonomischer Gruppen für die es wissenschaftliche Informationen gibt.
- Bei der Identifizierung von KBAs werden bereits vorhandene oder neue Daten (wissenschaftliche Literatur, Online-Datenbanken, Herbarien, Museen, Feldforschungen, Karten/Atlanten mit Verbreitungsgebiet von Arten) verwendet oder erhoben. Diese Daten umfassen auch andere Naturschutzinitiativen, die sich auf spezielle Artengruppen konzentrieren, wie Important Bird Areas (IBAs), Important Plant Areas (IPAs) oder Important Mammal Areas (IMAs).[6]
- Als Basis für die Einstufung der Gefährdung von Arten wird die Rote Liste gefährdeter Arten verwendet.

### Priorisierung von Naturschutzmaßnahmen mithilfe von KBAs

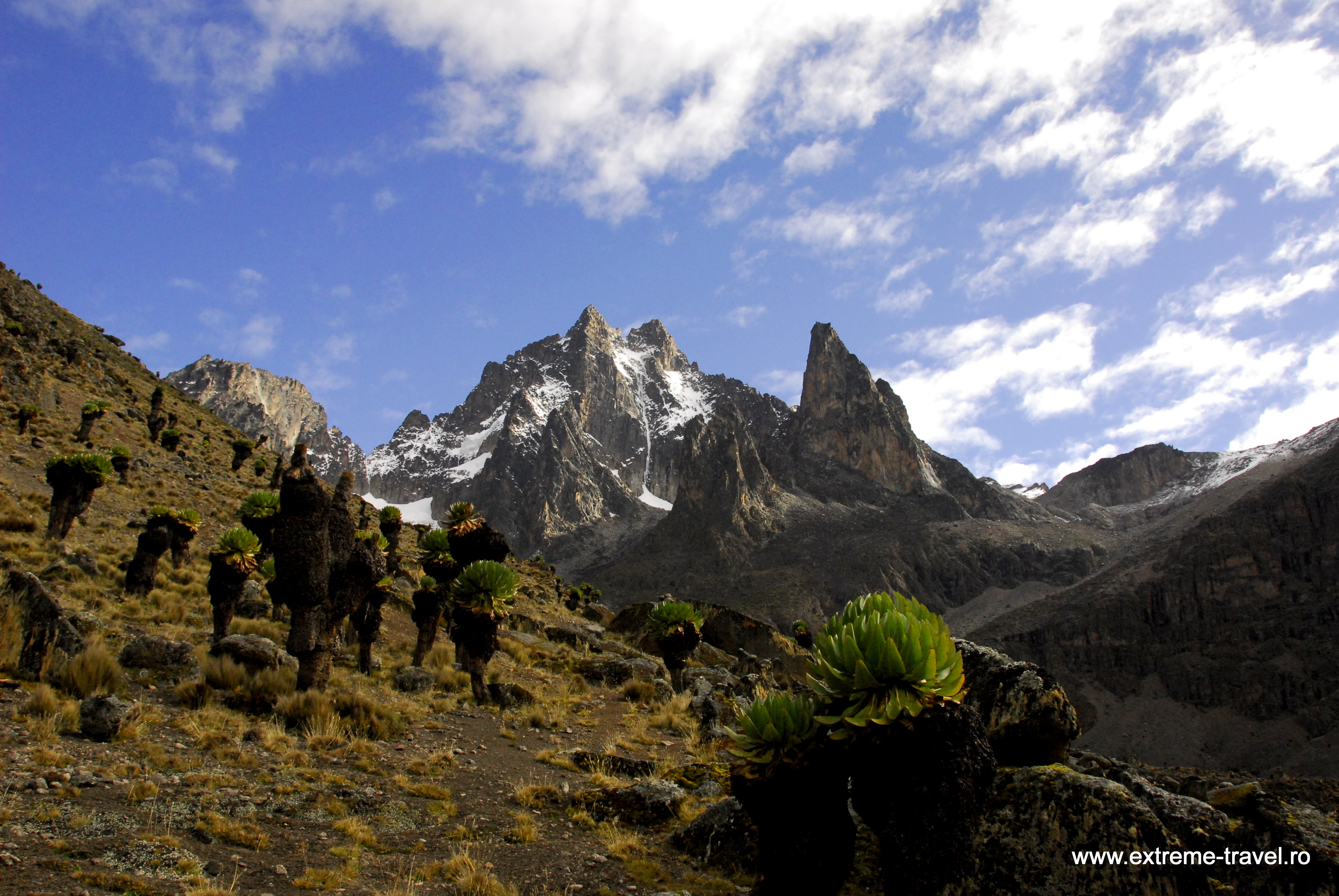
Der Berg Kenya gilt aufgrund von 25 verschiedenen Pflanzen- und Tierarten, die global gefährdet bzw. endemisch sind, als KBA.

Der globale Kontext ist bei KBAs besonders relevant. Ist beispielsweise eine Tier- oder Pflanzenart weltweit bedroht und in der potentiellen KBA verbreitet, dann lohnt sich besonders dort der Schutz dieser Art, wodurch dem Gebiet eine hohe Priorität (Einzigartigkeit) zuerkannt wird. Ist eine Art regional bedroht, nicht aber global, wird das Gebiet nicht als KBA anerkannt werden.
Dieses Setzen von Prioritäten dient nicht zur Feststellung, welche Naturgebiete einschließlich ihrer biologischen Vielfalt geschützt werden sollen und welche nicht, sondern welche davon akute Pflege und Schutz zuerst benötigen. Vielerorts sind die Ressourcen für Naturschutz stark begrenzt. Daher ist es wichtig, diese auf Basis einer solchen Priorisierung strategisch einzusetzen, um zum Erhalt der Biodiversität einen effektiven und effizienten Beitrag zu leisten.

## KBAs und Schutzgebiete
Die IUCN betrachtet Schutzgebiete als eines der wichtigsten und effektivsten Instrumente zum Schutz der Biodiversität, da die Spezies vor ihrer größten Bedrohung geschützt werden – dem Verlust ihres Lebensraumes. Das Konzept von KBAs baut auf dieser Erkenntnis und umfangreichen diesbezüglichen Erfahrungen auf.
Die Anerkennung eines Gebietes als KBA begründet aus ökologischer Fachperspektive zugleich dessen Ausweisung als entsprechendes Schutzgebiet. KBAs bilden meist eine Teilmenge bereits vorhandener oder potenzieller Schutzgebiete. Viele KBAs haben bereits einen Schutzstatus. Jedoch erfüllen manche Schutzgebiete nicht die Kriterien einer KBA, sind aber womöglich aus anderen Gründen, wie lokale Kultur- oder Naturwerte, als Schutzgebiete ausgewiesen.

### Schutzkategorien
Key Biodiversity Areas sind keine Schutzkategorie im eigentlichen Sinne, sondern ein Rahmenplan für folgende Gebiete verschiedener botanischer Reiche:
- Important Bird Area (IBA) – von BirdLife International festgestellt
- Important Plant Area (IPA) – von der UNESCO betreut
- Ecologically and Biologically Significant Area in the High Seas (EBSA), ein in Aufbau begriffenes Programm der UNEP
- Freshwater Key Biodiversity Areas (FWKBA, ehem. Important Sites for Freshwater Biodiversity) – in Aufbau befindliches Programm der IUCN-SSC[7]
- Alliance for Zero Extinction sites (AZE)
- Prime Butterfly Areas (PBA) – in Aufbau

Das KBA-Konzept ist ein ganzheitlicherer Ansatz bezüglich des betrachteten Artenspektrums im Vergleich zu diesen älteren spezifischen Naturschutzinitiativen. IBAs wurden bereits in den 70er Jahren ins Leben gerufen, woraus sich die späteren Initiativen unter Einbezug weiterer Artengruppen bildeten.

### Lückenanalyse von KBAs
Die IUCN führte 2007 eine Lückenanalyse von Key Biodiversity Areas durch, um das international gesetzte Ziel zu verfolgen, „den Verlust an biologischer Vielfalt [zu] reduzieren, mit einer signifikanten Reduzierung der Verlustrate bis 2010“ – was jedoch verfehlt wurde. Die Ziele der Lückenanalyse sind:
- Strategische Vergrößerung des bestehenden Schutzgebietsnetzes durch eine flächendeckende, repräsentative und komplementäre Erweiterung
- Stärkung und Konsolidierung der bereits bestehenden Schutzgebiete durch effektives Management